# محسن الخالدی
محسن الخالدی (عربی: محسن جوهر الخالدي؛ زادهٔ ۱۶ اوت ۱۹۸۸) بازیکن فوتبال اهل عمان است.
وی همچنین در تیم ملی فوتبال عمان بازی کرده‌است.او هم اکنون زیر نظر برانکو ایوانکوویچ 
به فعالیت در این تیم می پردازد. یکی از بهترین افتخارات این بازیکن حضور در رقابت های 
جام جهانی فوتبال اعراب می باشد که موفق به صعود از گروه خود شد.